# Valujki járás

A Valujki járás a Belgorodi területen

A Valujki járás (oroszul Валуйский район) Oroszország egyik járása a Belgorodi területen. Székhelye Valujki.

## Népesség
- 1989-ben 38 293 lakosa volt.
- 2002-ben 36 601 lakosa volt, akik főleg oroszok.
- 2010-ben 33 845 lakosa volt.